# Pawieł Niachajczyk
Pawieł Niachajczyk (biał. Павел Няхайчык, ros. Павел Нехайчик, Pawieł Niechajczik; ur. 15 lipca 1988 w Mińsku) – białoruski piłkarz grający na pozycji pomocnika. Od 2016 występuje w FK Orenburg.

## Statystyki
(stan na 6 czerwca 2010 - po 12 kolejce ligowej)
| Klub         | Sezon        | Liga             | Ligi krajowe | Ligi krajowe | Puchary krajowe | Puchary krajowe | Puchary kontynentalne | Puchary kontynentalne | Łącznie | Łącznie | Łącznie |
| Klub         | Sezon        | Liga             | Mecze        | Bramki       | Mecze           | Bramki          | Mecze                 | Bramki                | Mecze   | Bramki  |         |
| ------------ | ------------ | ---------------- | ------------ | ------------ | --------------- | --------------- | --------------------- | --------------------- | ------- | ------- | ------- |
| BATE Borysów | 2007         | Wyszejszaja liha | 3            | 0            | 7               | 1               | –                     | –                     | 10      | 1       |         |
| BATE Borysów | 2008         | Wyszejszaja liha | 29           | 4            | 7               | 2               | 12                    | 2                     | 48      | 8       |         |
| BATE Borysów | 2009         | Wyszejszaja liha | 26           | 4            | 5               | 3               | 12                    | 0                     | 43      | 7       |         |
| BATE Borysów | 2010         | Wyszejszaja liha | 3            | 1            | 1               | 0               | –                     | –                     | 4       | 1       |         |
| Suma         | BATE Borysów | BATE Borysów     | 61           | 9            | 20              | 6               | 24                    | 2                     | 105     | 17      |         |